# Chef de l'opposition (Sri Lanka)
Cet article concerne le chef de l'opposition du Sri Lanka. Pour les autres pays, voir chef de l'opposition.
Le chef de l'opposition au Sri Lanka est la personnalité politique qui dirige le plus grand parti d'opposition. Il est le chef ou la figure importante d'un parti politique dont aucun représentant n'est au gouvernement, et qui est le plus représenté au Parlement du Sri Lanka, parmi ceux ne siégeant pas au gouvernement. Ce poste de chef de l'opposition est commun dans les pays ayant fait partie du Commonwealth.
Un chef de l'opposition a un statut de ministre, un chauffeur, des gardes du corps, une résidence et un salaire.

## Chefs de l'opposition
Ceux qui ont servi en tant que président ou Premier ministre sont en italique.
| Nom                                                                                        | Nom                                          | Portrait | Parti Politique               | Date                                |
| ------------------------------------------------------------------------------------------ | -------------------------------------------- | -------- | ----------------------------- | ----------------------------------- |
| Chef de l'opposition à la Chambre des représentants (en) du Dominion de Ceylan (1947–1972) |                                              |          |                               |                                     |
|                                                                                            | Nanayakkarapathirage Martin Perera           |          | Lanka Sama Samaja Party       | 14 octobre 1947 – 8 avril 1952      |
|                                                                                            | Solomon Bandaranaike                         |          | Sri Lanka Freedom Party       | 9 juin 1952 – 18 février 1956       |
|                                                                                            | Nanayakkarapathirage Martin Perera (2e fois) |          | Lanka Sama Samaja Party       | 19 avril 1956 – 5 décembre 1959     |
|                                                                                            | Charles Percival de Silva                    |          | Sri Lanka Freedom Party       | 30 mars 1960 – 23 avril 1960        |
|                                                                                            | Dudley Senanayake                            |          | United National Party         | 5 août 1960 – 17 décembre 1964      |
|                                                                                            | Sirimavo Bandaranaike                        |          | Sri Lanka Freedom Party       | 5 avril 1965 – 25 mars 1970         |
|                                                                                            | Junius Richard Jayewardene                   |          | United National Party         | 7 juin 1970 – 22 mai 1972           |
| Chef de l'opposition à l'Assemblée nationale du Sri Lanka (1972–1978)                      |                                              |          |                               |                                     |
|                                                                                            | Junius Richard Jayewardene                   |          | United National Party         | 22 mai 1972 – 18 mai 1977           |
|                                                                                            | Appapillai Amirthalingam                     |          | Tamil United Liberation Front | 4 août 1977 – 7 septembre 1978      |
| Chef de l'opposition au Parlement (depuis 1978)                                            |                                              |          |                               |                                     |
|                                                                                            | Appapillai Amirthalingam                     |          | Tamil United Liberation Front | 7 septembre 1978 – 24 octobre 1983  |
|                                                                                            | Anura Bandaranaike                           |          | Sri Lanka Freedom Party       | 8 novembre 1983 – 20 décembre 1988  |
|                                                                                            | Sirimavo Bandaranaike (2e fois)              |          | Sri Lanka Freedom Party       | 9 mars 1989 – 24 juin 1994          |
|                                                                                            | Gamini Dissanayake                           |          | United National Party         | 25 août 1994 – 24 octobre 1994      |
|                                                                                            | Ranil Wickremesinghe                         |          | United National Party         | 28 octobre 1994 – 10 octobre 2001   |
|                                                                                            | Ratnasiri Wickremanayake                     |          | Sri Lanka Freedom Party       | 18 décembre 2001 – 31 janvier 2002  |
|                                                                                            | Mahinda Rajapakse                            |          | Sri Lanka Freedom Party       | 6 février 2002 – 7 février 2004     |
|                                                                                            | Ranil Wickremesinghe (2e fois)               |          | United National Party         | 22 avril 2004 – 9 janvier 2015      |
|                                                                                            | Nimal Siripala de Silva                      |          | Sri Lanka Freedom Party       | 16 janvier 2015 – 26 juin 2015      |
|                                                                                            | Rajavarothiam Sampanthan                     |          | Ilankai Tamil Arasu Kachchi   | 3 septembre 2015 - 18 décembre 2018 |
|                                                                                            | Mahinda Rajapakse (2e fois)                  |          | Sri Lanka People's Front      | 18 décembre 2018 - 21 novembre 2019 |
|                                                                                            | Sajith Premadasa                             |          | United National Party         | 3 janvier 2020 – en fonction        |